# عبير صقلي
عبير صقلي مهندسة معمارية أردنية كندية  صممت مأوى متعدد الاستخدامات للاجئين.  تعيش في عمان الأردن.  صقلي مهندسة معمارية ومصممة عمل في فيلا مودا في الكويت عام 2005. أدارت معرض الفن المعاصر الأول في الأردن عام 2010. 

## أسلوب عملها
تستخدم صقلي في أسلوب «نسج المنزل» نسيجاً مكوناً من أنابيب بلاستيكية عالية القوة مصبوبة في موجات جيبية تتوسع وتحيط بناءً على الظروف الجوية؛  يمكن تقسيمها بسهولة للسماح بالحركة والنقل. تجمع الخيمة أيضاً مياه الأمطار لاستخدامها في الصرف الصحي الأساسي مثل الاستحمام،  وامتصاص الطاقة الشمسية المخزنة كطاقة كهربائية في البطاريات. 

## حياة مهنية
وهي عضوة في RISE- بعثة النساء في الأردن على قمة إيفرست، والتي صعدت جبل إيفرست في عام 2018. 
ظهرت أعمالها على المستوى الدولي، بما في ذلك متحف MoMA في نيويورك، و MAK في فيينا، ومتحف ستيديليك في أمستردام. 

## الجوائز والتكريم
في عام 2013 حصلت على جائزة لكزس للتصميم. 